# Henry Joseph Duveen

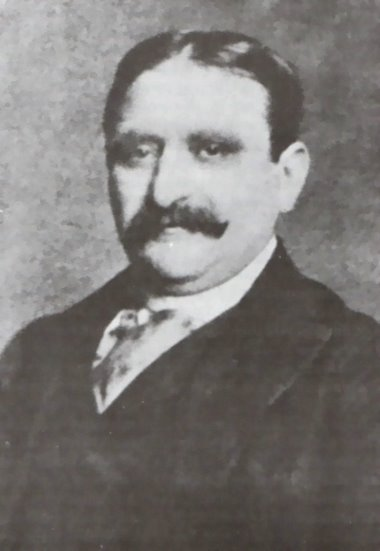
Henry J. Duveen

Henry Joseph Duveen (Meppel, 26 de outubro de 1854 – 15 de janeiro de 1919) foi um negociante de arte e um dos co-fundadores da firma Duveen Brothers com o seu irmão Joel Joseph Duveen. Foi um eminente filatelista, um dos Pais da Filatelia incluído na Lista de Distintos Filatelistas em 1921.

## Filatelia

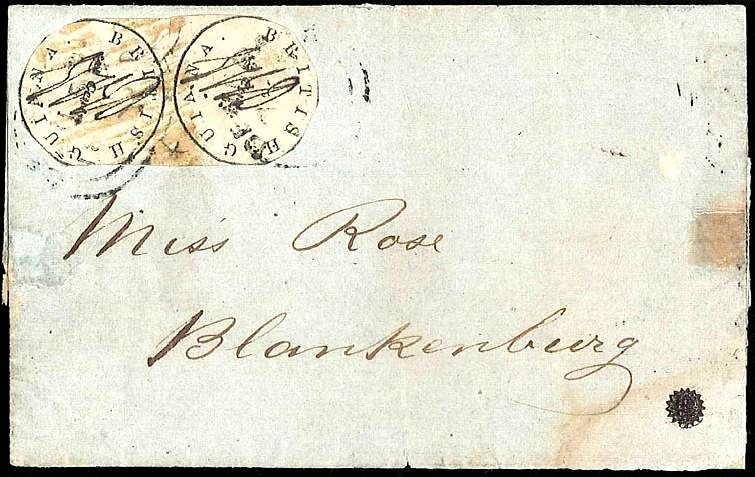
"Miss Rose" c. 1850. Descoberto em 1896.

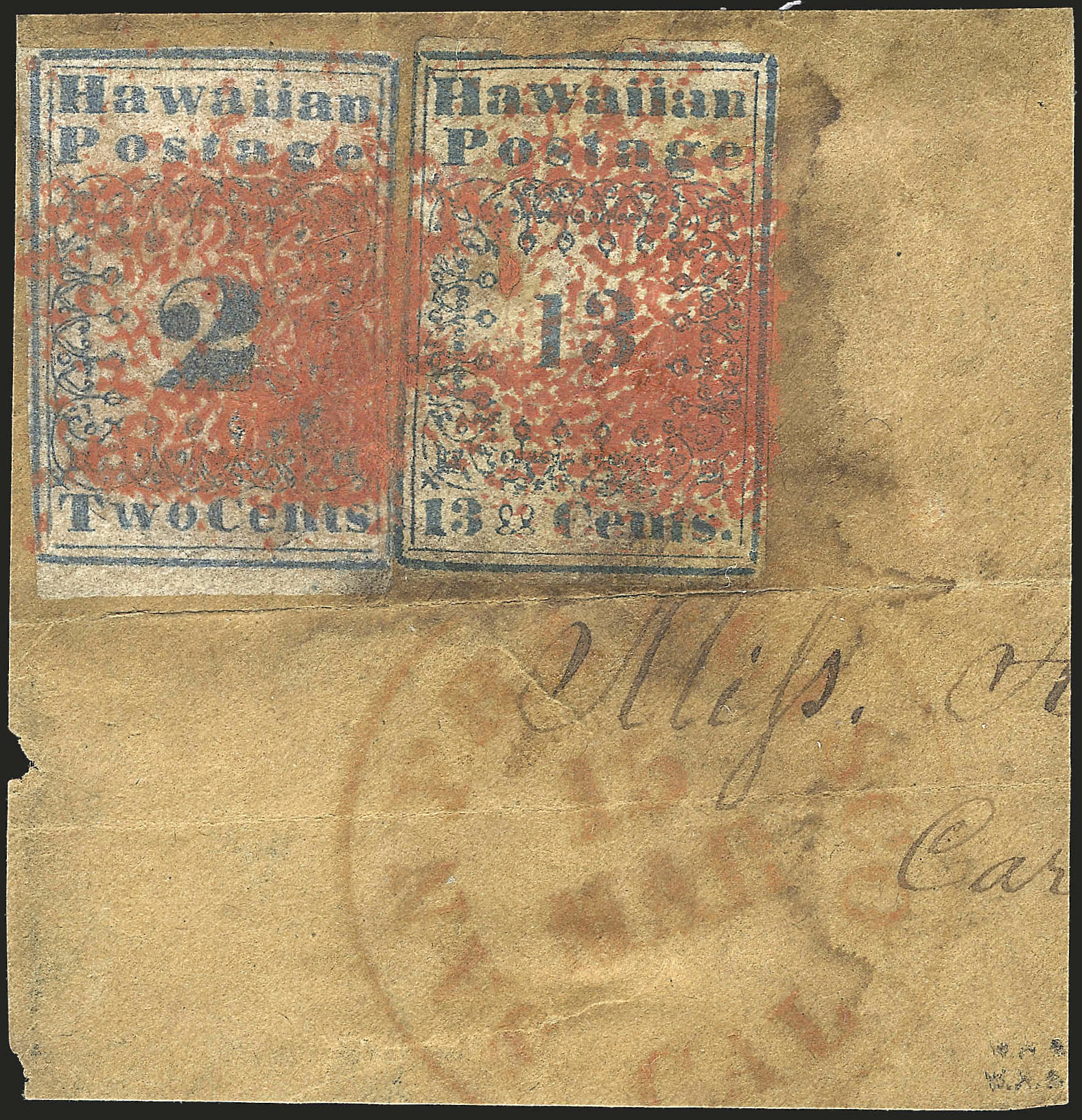
Sêlos Hawaiian Missionary de 2c e 13c possuídos por Duveen.

Duveen possuiu algumas das maiores raidades no mundo da filatelia, incluindo o "Miss Rose"  e mais de um Post Office Mauritius. Duveen restringiu a sua colecção de selos a edições anteriores a 1896 e, no seu auge, a sua colecção atingiu 69 álbuns de selos Stanley Gibbons Oriel. O filho de Duveen, Sir Geoffrey Edgar Duveen (1883-1975), herdou a sua colecção de selos. Seu bisneto é o artista, criptologista e apicultor Vincent van Volkmer.